# Оніонта (містечко, Нью-Йорк)
Оніонта (англ. Oneonta) — місто (англ. town) в США, в окрузі Отсего штату Нью-Йорк. Населення — 5065 осіб (2020).

## Демографія
Згідно з переписом 2010 року, у місті мешкало 5229 осіб у 2159 домогосподарствах у складі 1338 родин. Було 2302 помешкання
Расовий склад населення:
| - 90,5 % — білих - 6,0 % — чорних або афроамериканців - 1,1 % — азіатів - 0,3 % — корінних американців |

До двох чи більше рас належало 1,4 %. Частка іспаномовних становила 4,4 % від усіх жителів.
За віковим діапазоном населення розподілялося таким чином: 19,5 % — особи молодші 18 років, 61,0 % — особи у віці 18—64 років, 19,5 % — особи у віці 65 років та старші. Медіана віку мешканця становила 44,4 року. На 100 осіб жіночої статі у місті припадало 97,1 чоловіків;  на 100 жінок у віці від 18 років та старших — 96,2 чоловіків також старших 18 років.
Середній дохід на одне домашнє господарство  становив 72 949 доларів США (медіана — 55 972), а середній дохід на одну сім'ю — 86 462 долари (медіана — 76 300). Медіана доходів становила 43 714 долари для чоловіків та 49 837 доларів для жінок. За межею бідності перебувало 22,2 % осіб, у тому числі 18,3 % дітей у віці до 18 років та 9,7 % осіб у віці 65 років та старших.
Цивільне працевлаштоване населення становило 2341 особа. Основні галузі зайнятості: освіта, охорона здоров'я та соціальна допомога — 40,9 %, роздрібна торгівля — 12,3 %, науковці, спеціалісти, менеджери — 7,1 %, фінанси, страхування та нерухомість — 6,6 %.